# 西式餡餅

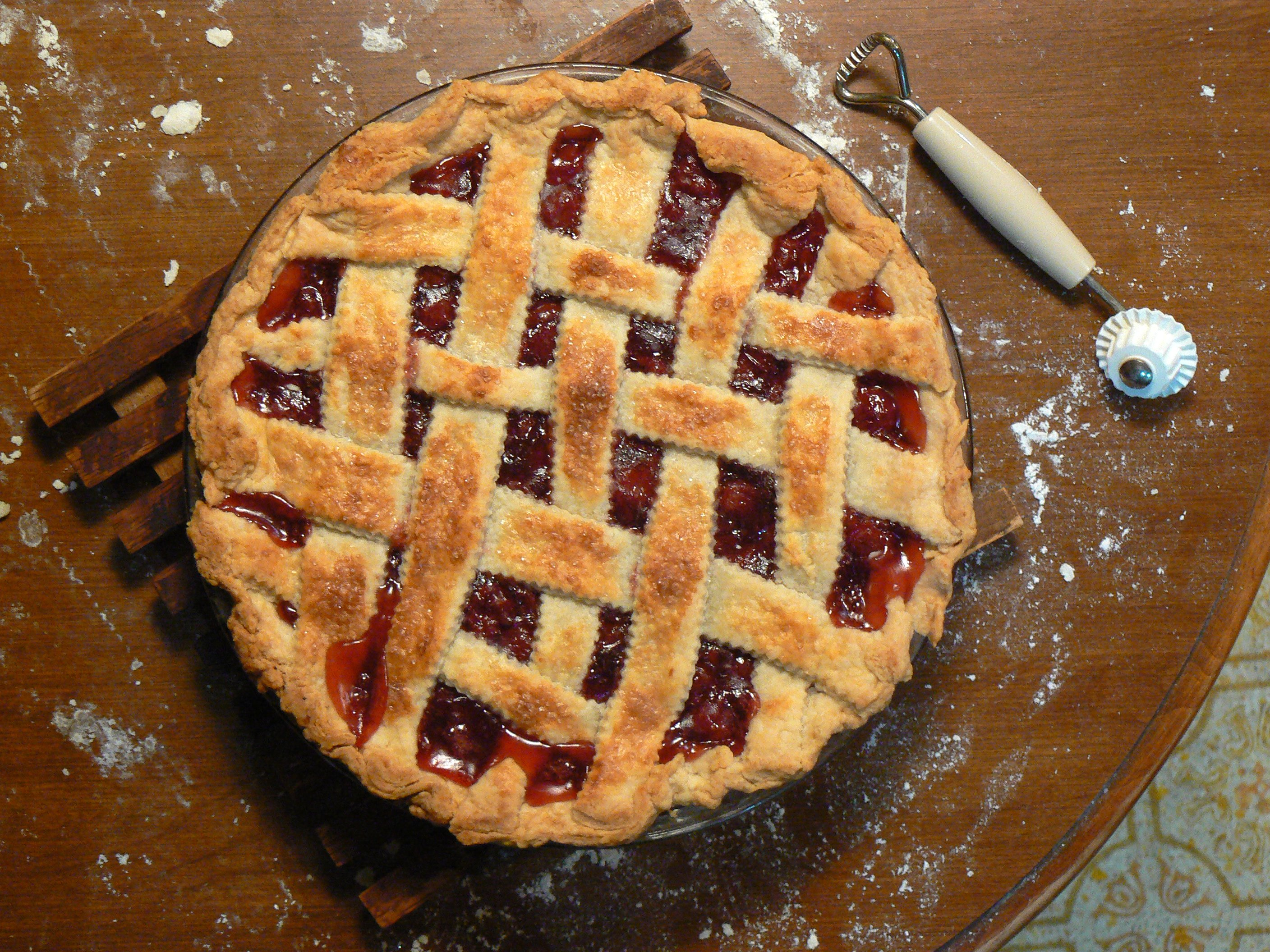
一份樱桃派

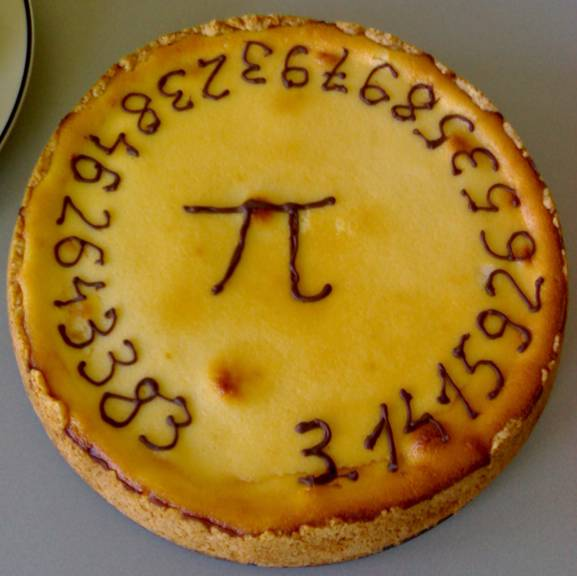
一個π派。圓形的西式餡餅是個常見的π雙關語。在英語中，圓周率和派的發音相同。

西式馅饼（英語：pie），常音譯為「派」或「批」，是一種烤焗食品，由餅皮包著餡料；餡料可以是各類型的食品，例如肉類、蔬菜、水果及蛋醬等，主要按餡料分為鹹餡餅和甜餡餅兩大類。派的餡料填充方式可分為三類：一類是把派皮鋪在烤盤（baking dish）上，接著倒入餡料；第二類是先將餡料倒入盤中，再鋪上派皮；第三類是餡料完整的包覆在派皮裡。
在美国，人们在3月14日庆祝圓周率日，因为pie和π谐音，所以人们通常会吃西式馅饼。

## 类型
在西方国家，水果派等甜馅饼常搭配鲜奶油或一球冰淇淋享用，这种吃法在北美被称为“à la mode”；这种组合方式及名字据传可能兴起于19世纪90年代中期的美国。苹果派是最具代表性的水果派之一，常用果肉硬脆、酸度较高的青苹果制作。苹果派以及南瓜派都是美国秋季感恩节家宴上的传统甜品，且都常加入肉桂等甜味香料调味，成为代表秋季风味的食物。英国的传统节庆甜馅饼则是各式果干和香料作馅的百果馅饼，通常在年末的圣诞节和新年享用。其它代表性的甜馅饼还有佛岛青柠派、胡桃派、蓝莓派、樱桃派、黑莓派、草莓派、大黄馅饼等。
被认为是甜馅饼的前身，特点是其顶部没有面皮覆盖，最早出现于中世纪的英格兰，由于当时的糖非常稀少昂贵，这类食物还基本不会用水果之外额外添加的糖来增添甜味。如今，挞依然是一种广受青睐食物，常作为甜品享用，与部分不具顶皮的派之间的区分较模糊。
肉馅饼（雞肉派等）在英国、澳大利亚、南非和新西兰很受欢迎，常作为外带小吃出售。常见的馅料包括牛肉(整块或肉糜)、羊肉、奶酪、蛋（法式咸派）、内脏、或鸡肉和蘑菇等。其中，一类常作为正餐主菜食用的肉馅饼被称作锅派，通常带有松脆的顶部和底部外皮，内馅一般由肉类（尤其是鸡肉、牛肉或火鸡）、肉汁和混合蔬菜（马铃薯、胡萝卜、豌豆等）组成，欧美国家的超市中常有单人份的预制冷冻锅派出售。在一些英国的简餐店中，肉馅饼常与薯条一起供应，作为英式炸鱼薯条的一种替代品。另一种著名的英式派是仰望星空派，以加入保留头部的整条沙丁鱼为特色。

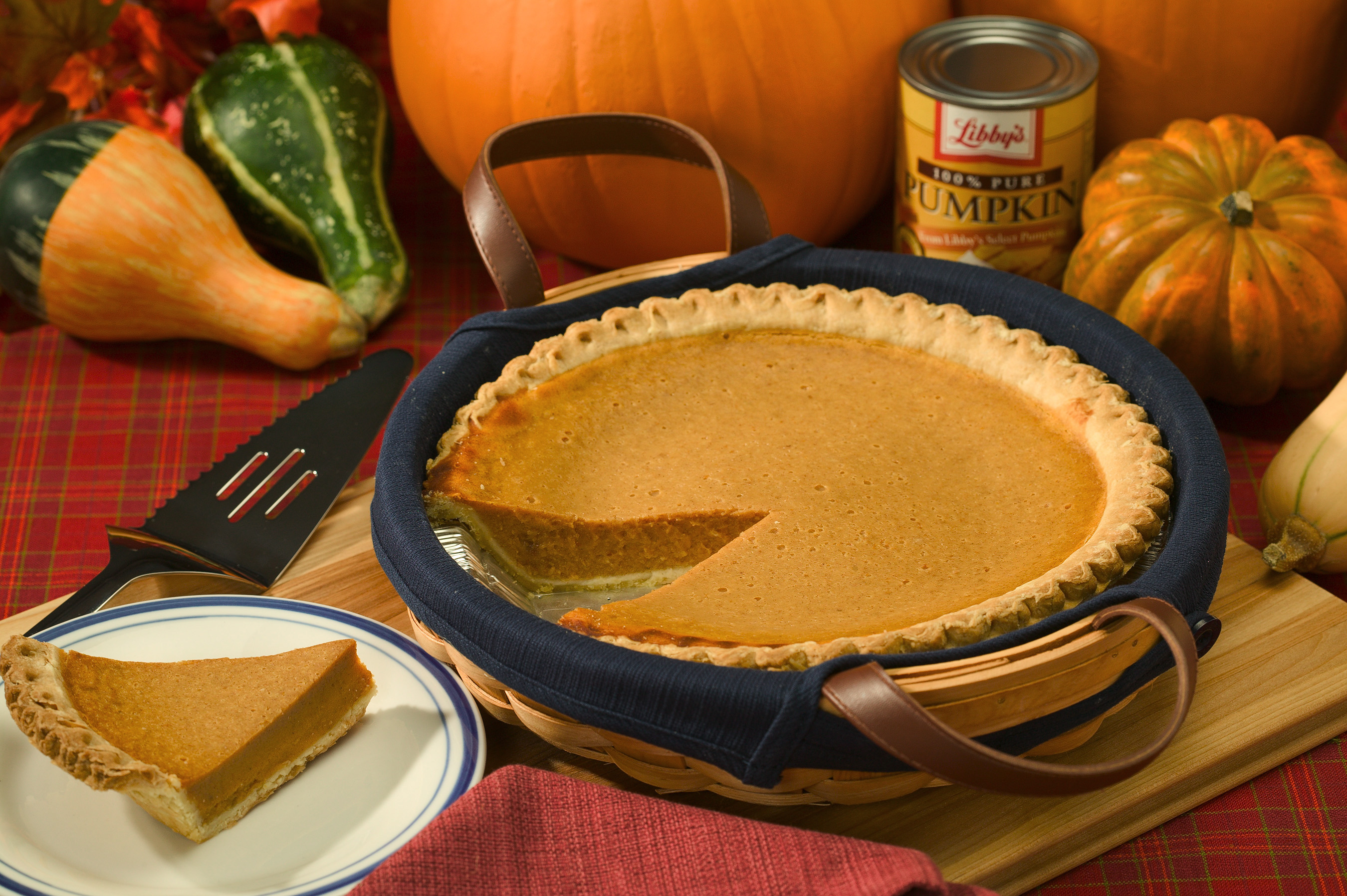
南瓜派
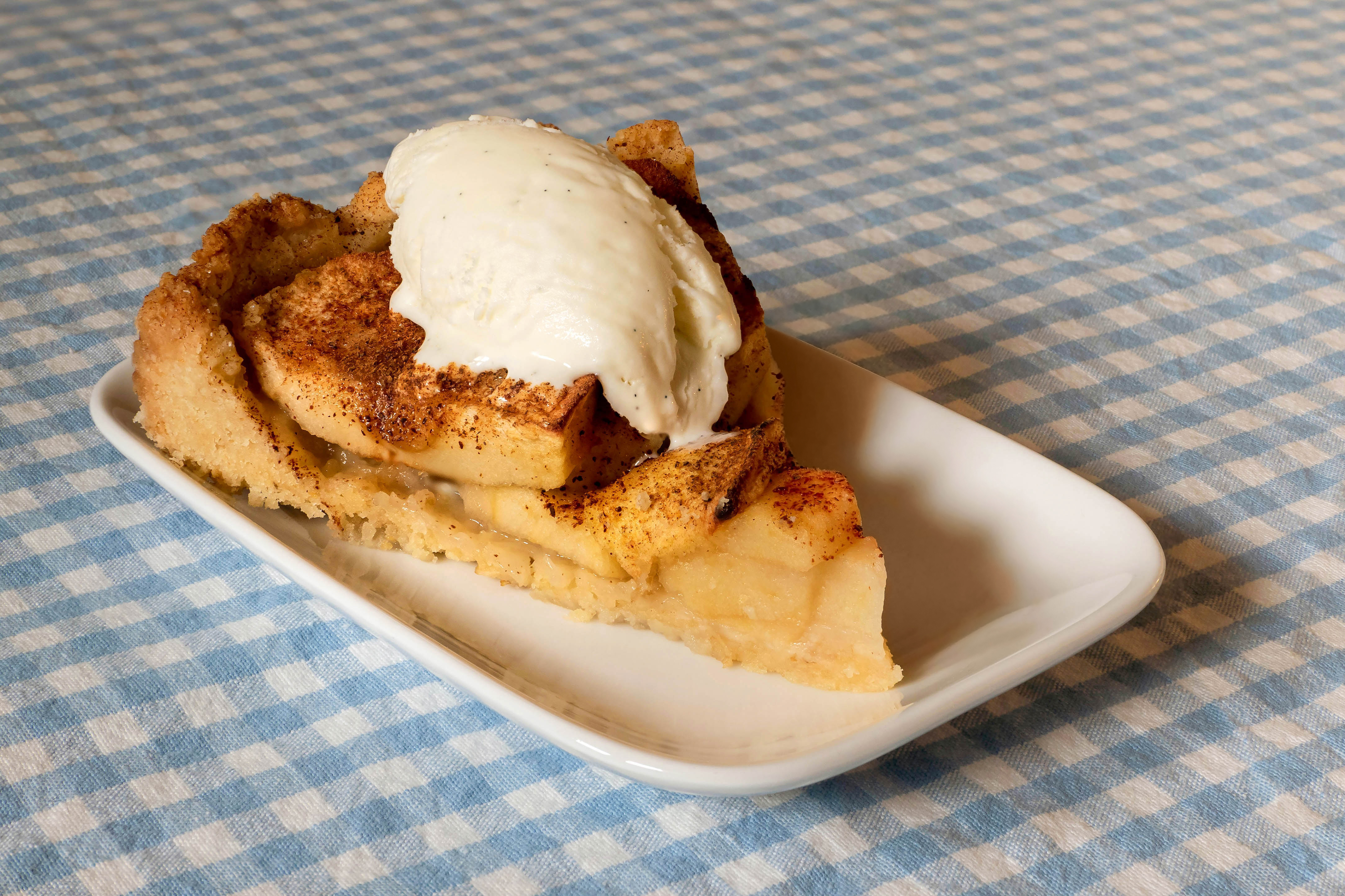
一块佐冰淇淋（à la mode）的苹果派
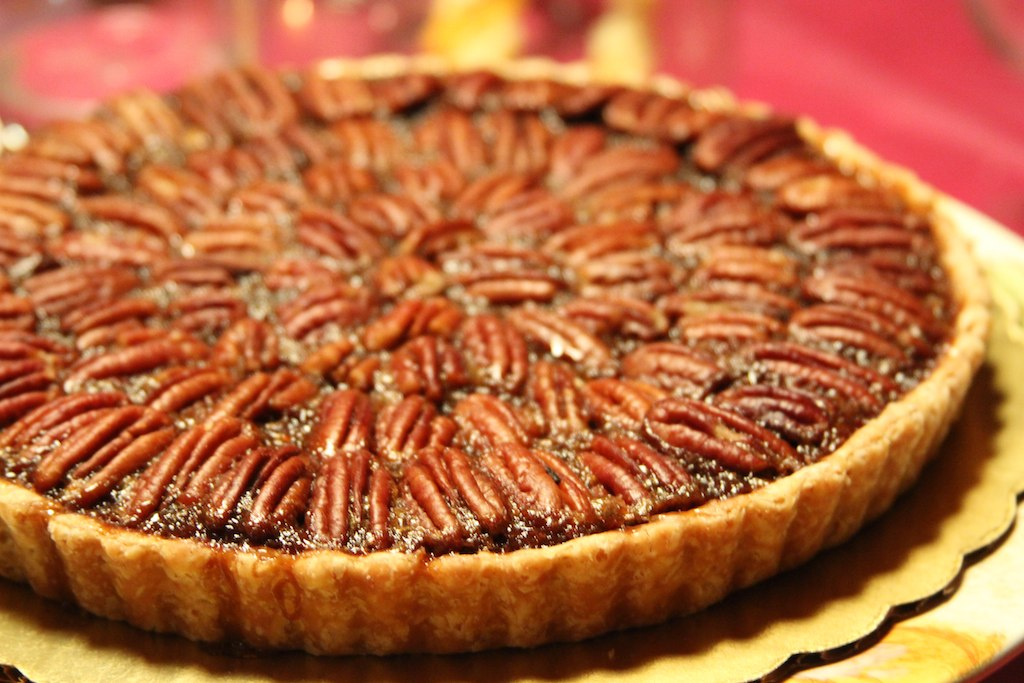
胡桃派
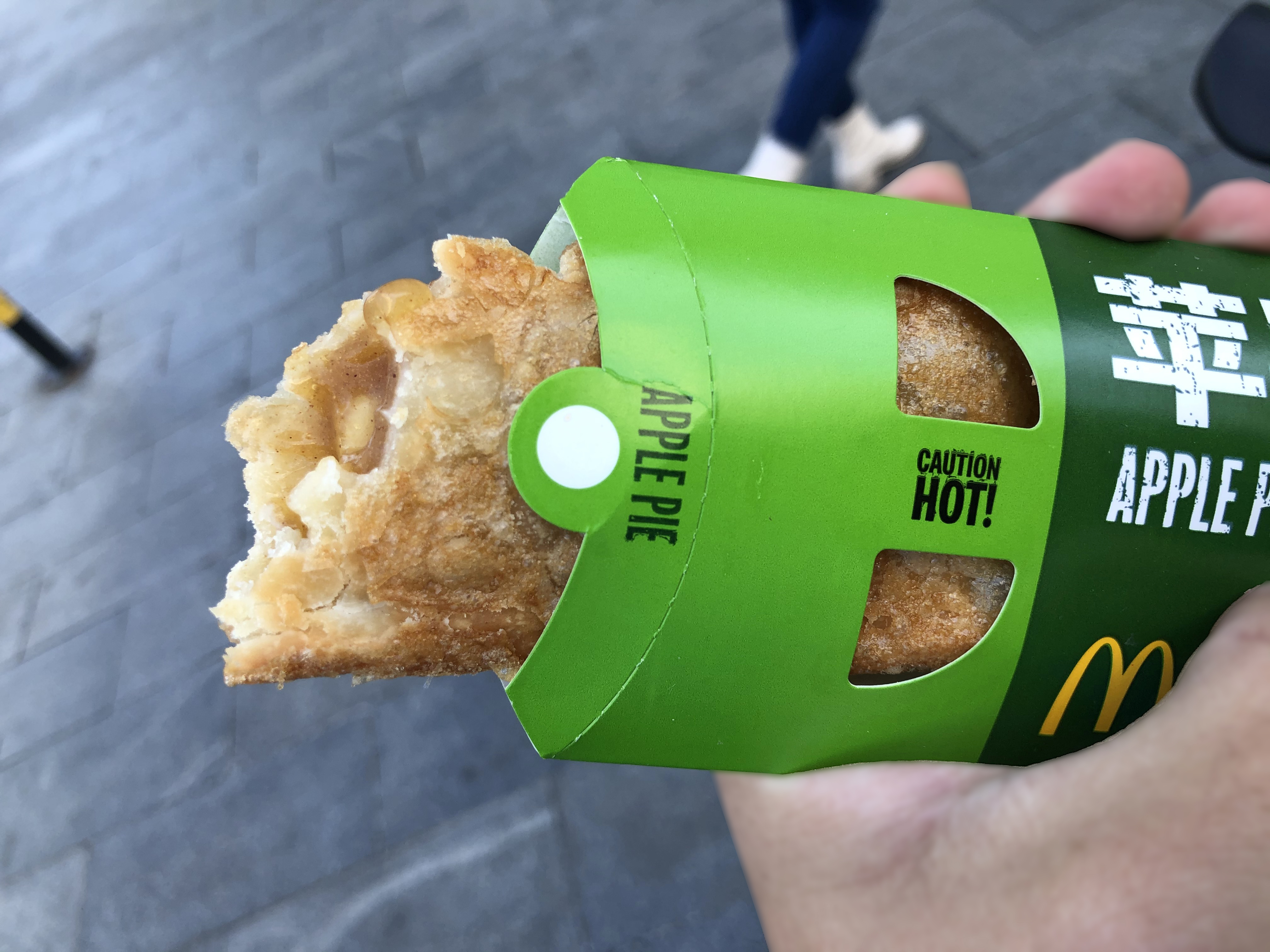
连锁快餐店售卖的炸制手握式苹果派
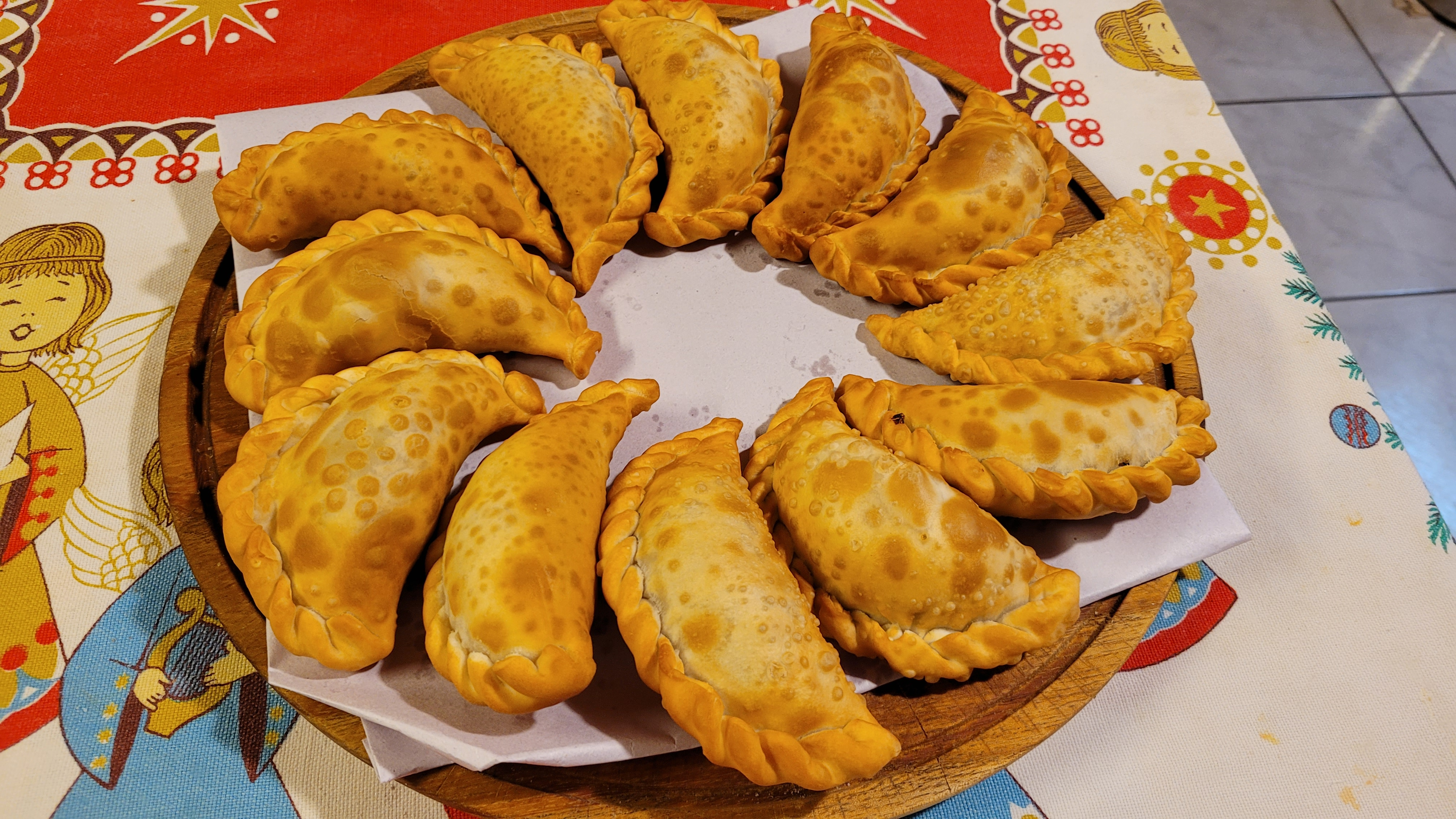
拉丁美洲的恩潘纳达有时也被视为一种手握式派
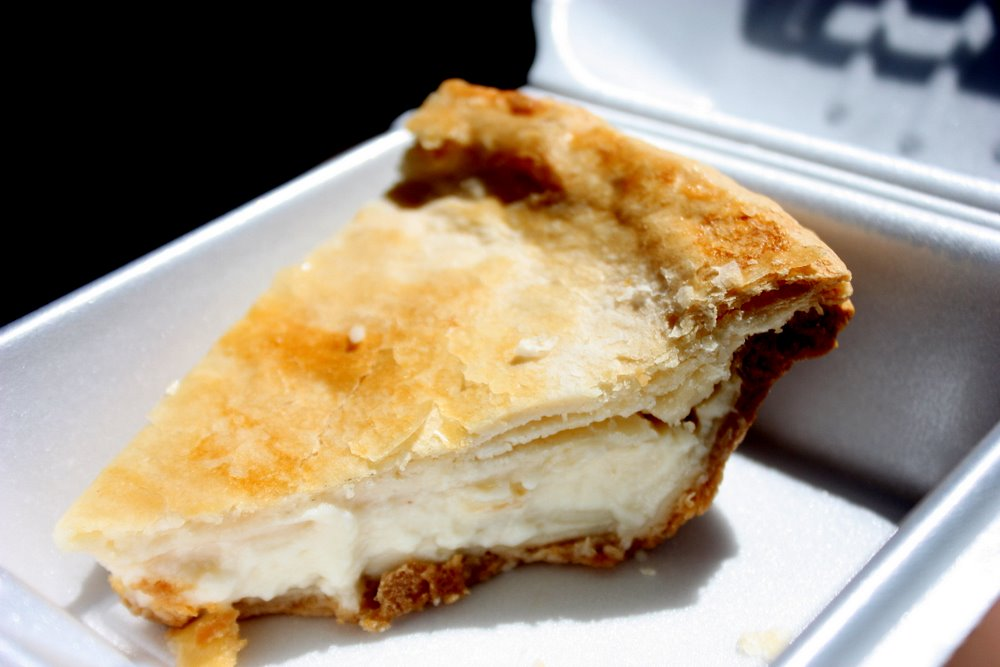
菲律宾椰子派（英语：Buko pie）
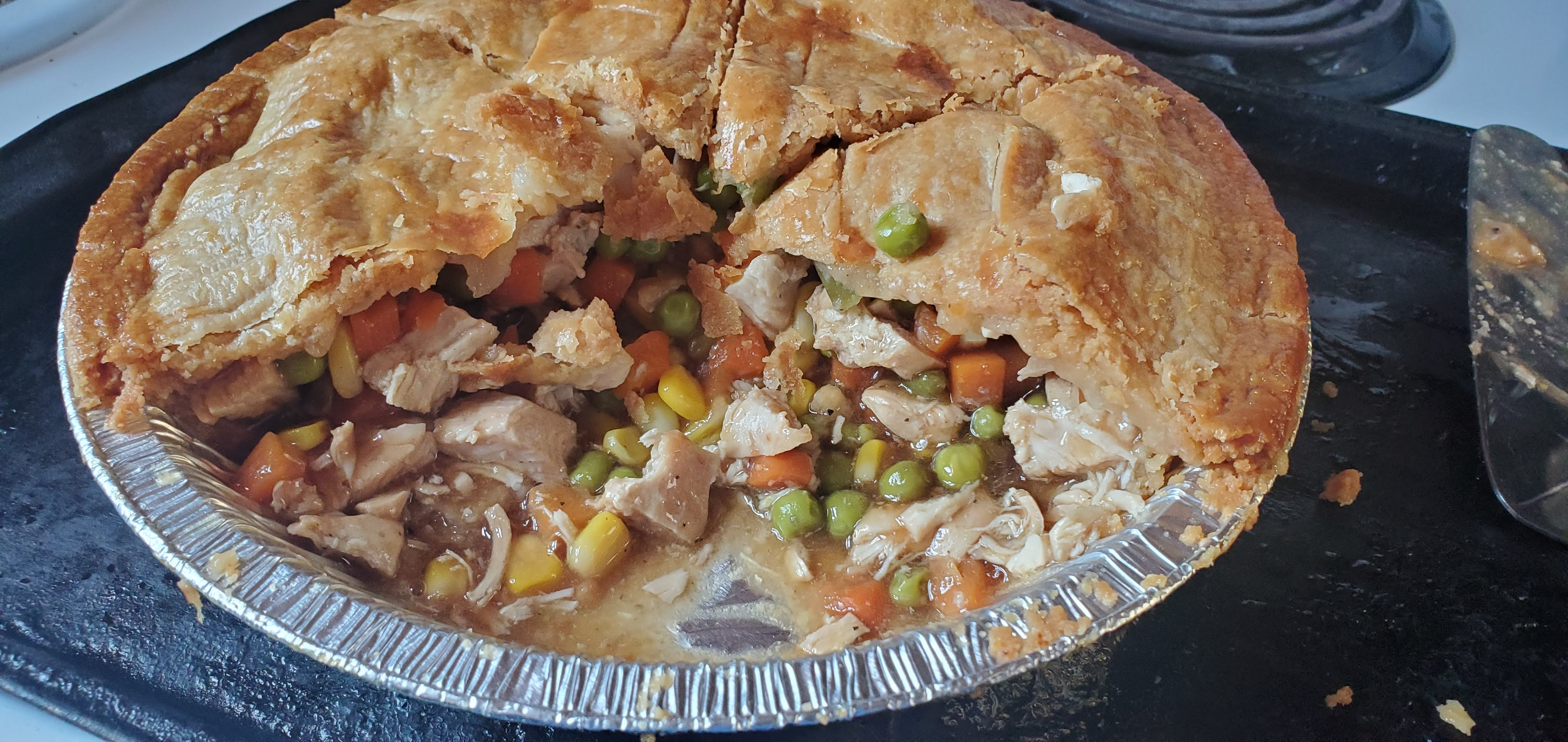
鸡肉锅派
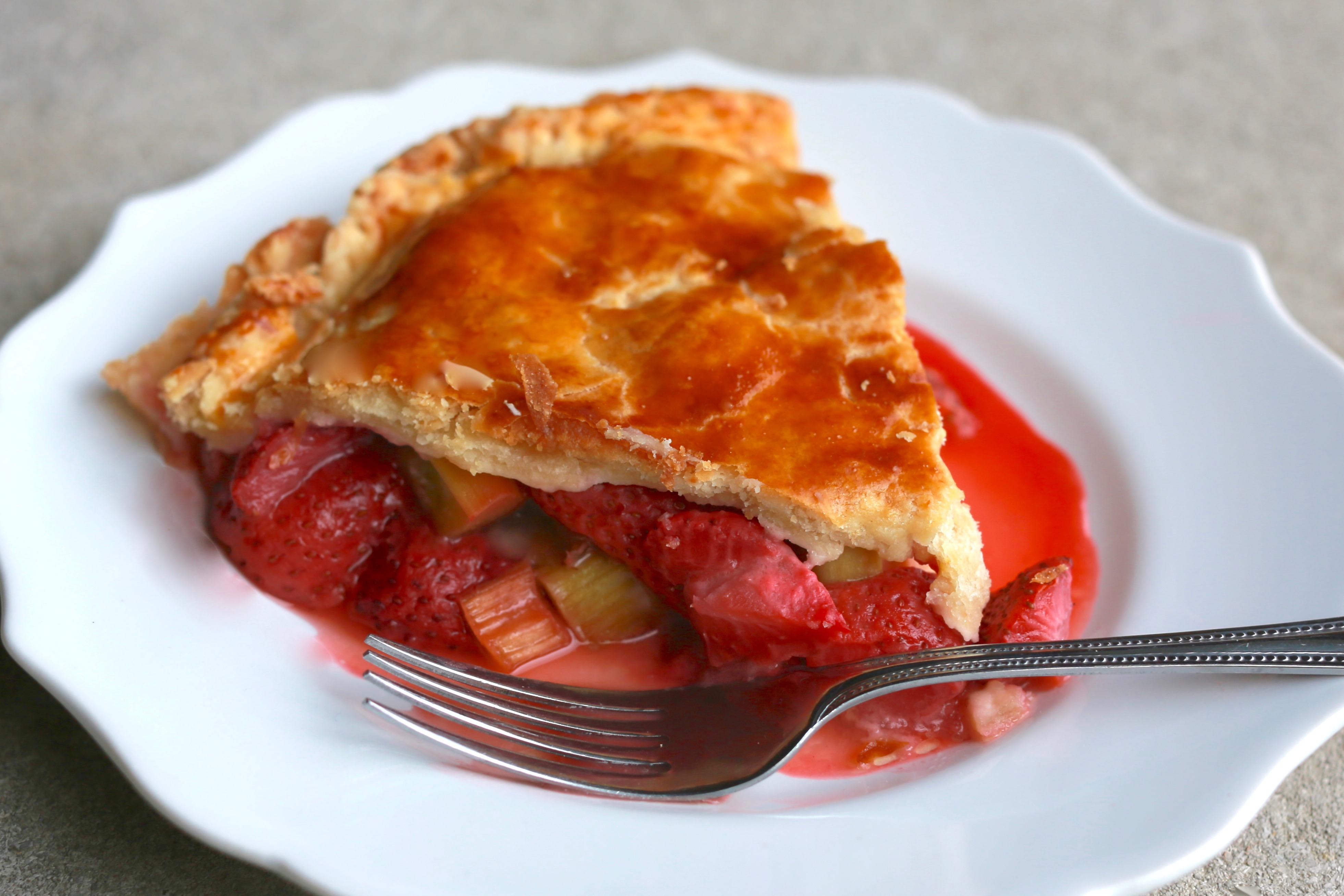
大黄和草莓常一起用作派馅
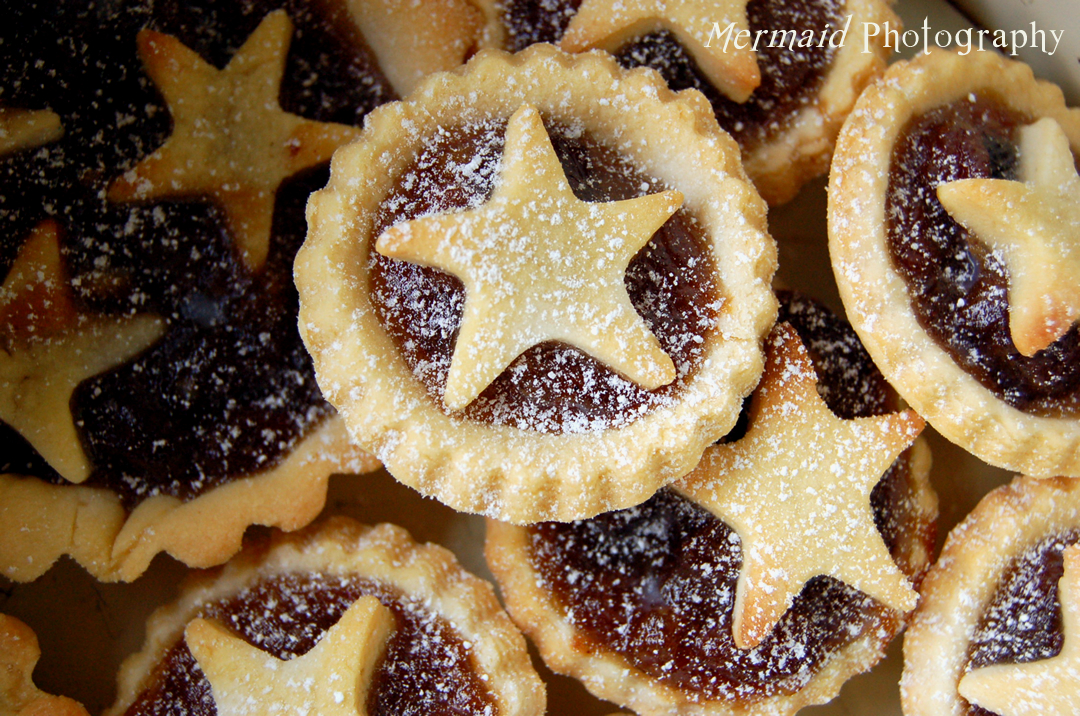
百果馅饼
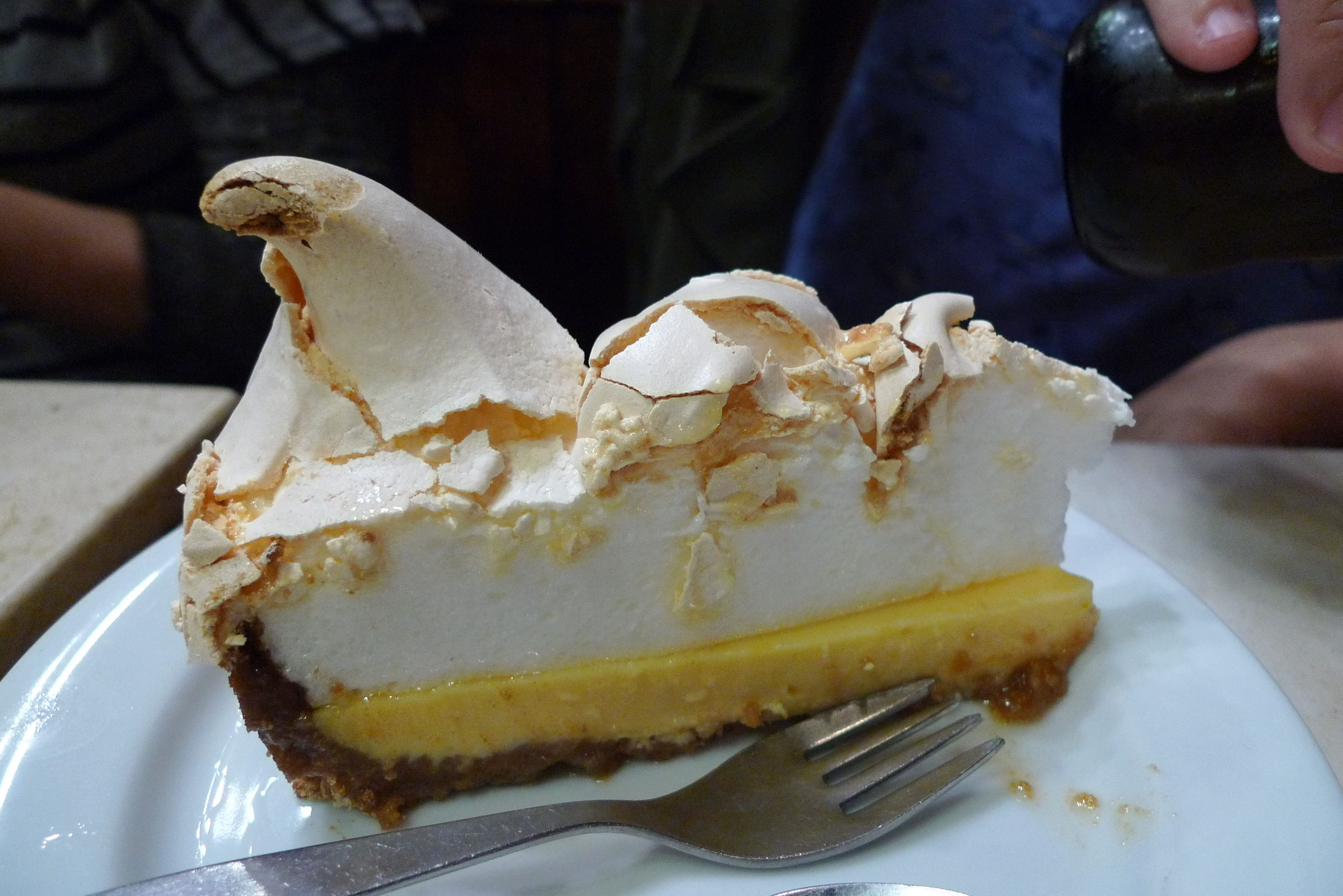
以烤制过的蛋白霜为顶，青柠汁、蛋黄、炼乳制成底部馅料的佛岛青柠派

## 外部連結
- The American Pie Council （页面存档备份，存于）
- 派的歷史 （页面存档备份，存于）
- Food Timeline, History Notes: Pie & Pastry（页面存档备份，存于）